# Kanton Peyreleau
Kanton Peyreleau (francouzsky Canton de Peyreleau) je francouzský kanton v departementu Aveyron v regionu Midi-Pyrénées. Tvoří ho sedm obcí.

## Obce kantonu
- La Cresse
- Mostuéjouls
- Peyreleau
- Rivière-sur-Tarn
- La Roque-Sainte-Marguerite
- Saint-André-de-Vézines
- Veyreau